# BMW 801
BMW 801 var en tysk flygmotor under andra världskriget.

## Användning
- Dornier Do 217
- Focke-Wulf Fw 190
- Junkers Ju 188
- Junkers Ju 388